# Roland Proksch
Prof. Dr. jur. Roland Proksch este un specialist în drept din Germania , fost director al Institutului de Asistență Socială și culturală din Nürnberg (ISKA) și fost președinte la Universitatea de Științe Aplicate din Nuremberg.
Dr. Proksch  a fost mult timp implicat în sprijinirea cercetării pe tema de separării părinților și a divorțului. În 1998 Institutul a fost angajat de către de Ministerul Federal al Justiției din Germania, pentru o cercetare privind punerea în aplicare a reformei de dreptului copilului. Studiul a fost  și este cunoscut în literatura de specialitate sub denumirea de Raportul Proksch. Studiul afirma pentru prima oară, în baza unui set de date cuprinzător că, aranjamentul de tip custodie comună este în beneficiul minorilor prin reducerea tensiunilor între părinți, ca urmare a separării.

## Raportul Proksch
Concluziile raportului Proksch sunt următoarele:
- Cercetarea a putut astfel să demonstreze că nu există un conflict de mame împotriva taților, ci conflicte între părinți cu care copiii locuiesc (părinții rezidenți) și părinții cu care copiii lor nu locuiesc în mod statornic (părinții nerezidenți). Conform Dr. Proksch "eliminarea" unui părinte în procesul de transfer a custodiei unice dă naștere la tensiuni considerabile în timp ce, pe de altă parte dacă custodia comună este obținută, nu ar exista un" perdant".
- Se afirmă că obținerea custodiei comune are o mare valoare simbolică și psihologică, în special pentru părintele care a fost în mod sistematic eliminat mai devreme. Deși intervine celălalt părinte în educația copilului, aceasta promovează, din lipsă de alternative mai bune, satisfacerea regulii de bună purtare în discuții partea ambilor părinți.
- Studiul afirmă că custodia comună necesită ca tatăl și mama să fie implicați post-divorț și aceasta aduce beneficii copiilor. Se reduc astfel conflictul presant și de multe ori extrem de emoțional precum și procedurile costisitoare de judecată.
- Studiul de asemenea precizează că custodia comună promovează cooperarea părinților în probleme de soluționare consensuală post-maritale și de acces ceea ce este benefic copilului.